# 南加利福尼亞先鋒大學
南加利福尼亞先鋒大學（Vanguard University of Southern California）是位於美國加利福尼亞州科斯塔梅薩一所私立基督教大學，主要提供本科教育。 2015年《美國新聞與世界報道》將其排在“西部地區大學”中的第15位。

## 外部連結
- 官方网站